# 潘克河
52°32′12.62″N 13°22′2.86″E / 52.5368389°N 13.3674611°E

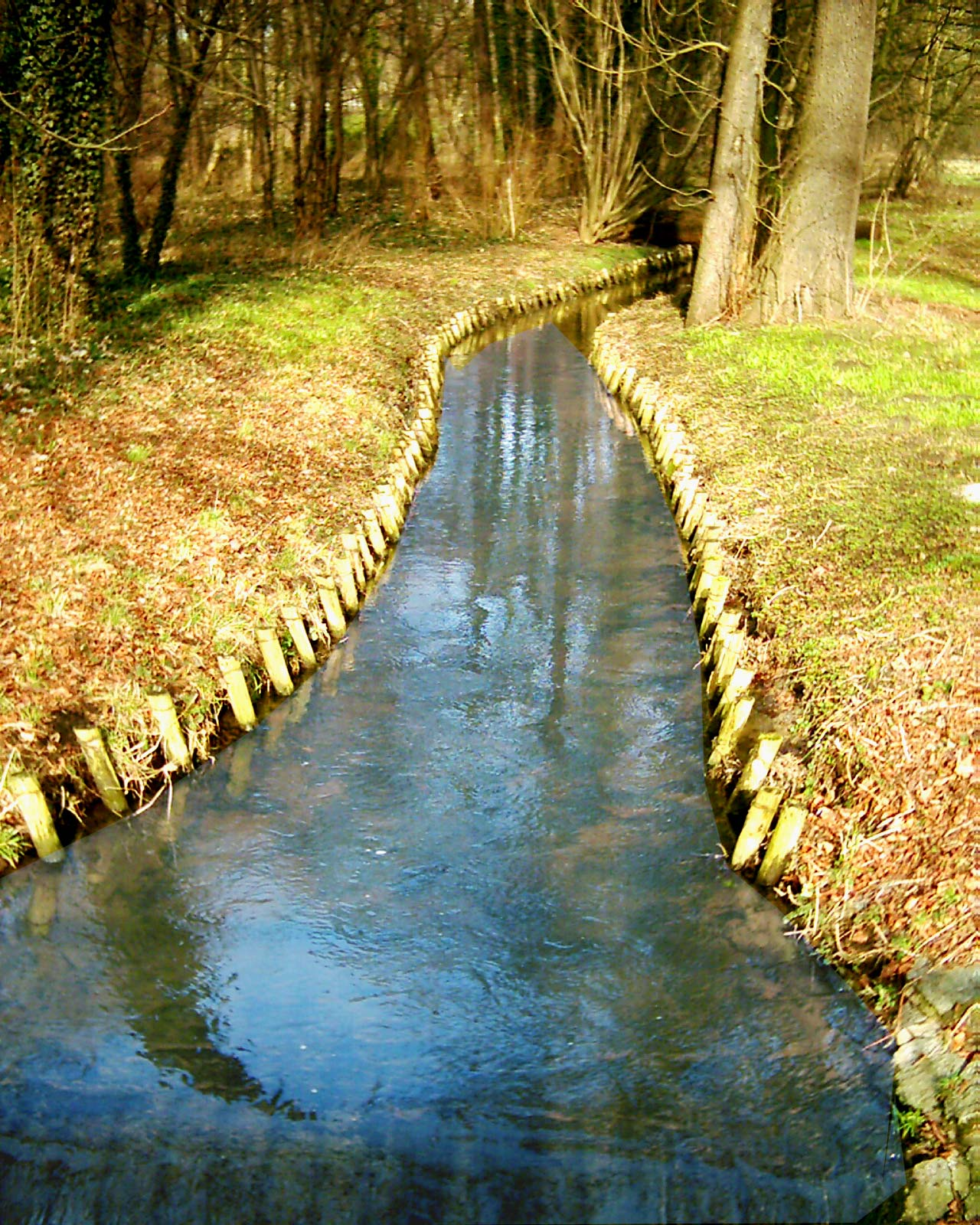
潘克河

潘克河（德語：Panke），是德國的河流，位於該國東北部，由勃蘭登堡州負責管轄，屬於施普雷河的右支流，河道全長29公里，流域面積252平方公里，發源自柏林附近貝爾瑙。